# Joleik Schaffrath
Joleik Schaffrath (* 15. Dezember 1988 in Oldenburg (Oldb)) ist ein ehemaliger deutscher Basketballspieler.

## Werdegang
Schaffrath wurde in der Nachwuchsabteilung des Oldenburger TB ausgebildet und spielte bis 2008 für die OTB-Herrenmannschaft in der 1. Regionalliga. Er war deutscher U20-Nationalspieler.
Der 2,06 Meter große Innenspieler schloss sich im Sommer 2008 den Hertener Löwen (2. Bundesliga ProB) an. Nachdem er in seinem zweiten Jahr in Herten im Schnitt 10,8 Punkte sowie 6,8 Rebounds je Begegnung erzielt hatte, erhielt Schaffrath in der Sommerpause 2010 ein Angebot der Cuxhaven BasCats (2. Bundesliga ProA), welches er annahm. Er war auch in Cuxhaven Stammspieler, erzielte in 29 Einsätzen in der zweithöchsten deutschen Spielklasse während der Saison 2010/11 Mittelwerte von 7,2 Punkten und 4,7 Rebounds je Begegnung. Mit Chemnitz (2011/12), für das er 8,2 Punkte im Schnitt verbuchte, und Gotha (2012/13, er erzielte 5,1 Punkte/Spiel in dieser Saison) waren auch Schaffraths folgenden Vereine Zweitligisten. Gotha verließ er im November 2013. Er bestritt im Laufe der Saison 2013/14 zwei Einsätze für die TSG Westerstede in der 2. Regionalliga.
Im Sommer 2014 wechselte Schaffrath zu den White Wings Hanau in die 2. Bundesliga ProB. In seinem letzten Spieljahr im Leistungsbasketball (2015/16) trat er mit Hanau dann in der 2. Bundesliga ProA an.
Schaffrath wechselte ins Berufsleben, arbeitete zwei Jahre in München im Vertrieb und wurde unternehmerisch tätig. Mit seinem Bruder Jannik brachte er 2019 einen Getränke-Mischautomaten auf den Markt.